# Daniel Omar Márquez
Daniel Omar Márquez (nacido el 18 de enero de 1986 en Manzanillo, Colima) es un exfutbolista profesional mexicano. Actualmente se encuentra retirado. Era un excelente rematador de cabeza que nunca se pudo consolidar en primera División. Canterano del Club América: Daniel también jugó para Reboceros de La Piedad, Morelia Manzanillo, Socio Águila. Todos estos equipos en la extinta Liga de Ascenso MX.

## Carrera
Márquez hizo su debut en partido entre el Club América y el Club Necaxa. Sólo disputó dos juegos para el resto del Apertura 2007. En el Clausura 2008, Márquez anotó su primer gol en la Copa Libertadores contra la U. San Martín, un gol de cabeza a pase de Salvador Cabañas. 
En el Bicentenario 2010 ha tenido más continuidad por la situación de Cabañas, donde anotó el gol de la victoria contra Estudiantes UAG y también anotó con pase de Luis Alonso Sandoval en el partido contra Querétaro, el partido quedó 6-0 a favor de las águilas.
Actualmente milita en un equipo amateur Juanacatlán, el cual disputa partidos en torneos estatales.
Actualmente su equipo Juanacatlán disputa el famoso torneo amateur Festejos Patrios 2021 el cual está siendo llevado en la ciudad de Tequila, Jalisco.

## Trayectoria

### Clubes
| Club       | Liga             | País   | Año         |
| ---------- | ---------------- | ------ | ----------- |
| América    | Primera División | México | 2007 - 2012 |
| Necaxa     | Ascenso MX       | México | 2012        |
| Tijuana    | Liga MX          | México | 2013 - 2014 |
| Atlante FC | Ascenso MX       | México | 2014 - 2017 |